# Altenburg (Missouri)
Altenburg ist eine City im Perry County im US-Bundesstaat Missouri. Das U.S. Census Bureau hat bei der Volkszählung 2020 eine Einwohnerzahl von 341 ermittelt.

## Demografische Daten
Nach dem United States Census 2000 lebten in Altenburg 309 Personen, verteilt auf 126 Haushalte und 86 Familien im Ort. Die Bevölkerungsdichte betrug 323,4 Einwohner pro Quadratmeile (124,3/km ²). Es gab 140 Wohneinheiten mit einer durchschnittlichen Dichte von 56,3 pro Quadratkilometer.
Das mittlere Einkommen für einen Haushalt in der Stadt betrug 40.417 $, das Durchschnittseinkommen einer Familie 46.136 $. Männer hatten ein Durchschnittseinkommen von 33.125 $ gegenüber 20.208 $ für Frauen. Die Pro-Kopf-Einkommen für die Stadt war 19.174 $. Keine der Familien und 5,0 % der Bevölkerung lebten unterhalb der Armutsgrenze.

## Namensherkunft
Der Name der Stadt Altenburg kam von der Thüringer Stadt Altenburg. Auswanderer aus anderen deutschen Städten benannten auch die umliegenden Dörfer Dresden (heute Uniontown), Johannisburg und Seelitz nach ihren Heimatorten.